# Sierra del Águila (Sistema Ibérico)
La Sierra del Águila es sierra española situada entre las comarcas de Campo de Cariñena y Campo de Daroca en Aragón, entre las serranías propias del Sistema Ibérico. Sus montes se encuentran entre los términos municipales de Paniza, Aladrén y Cerveruela.

## Características
En general los montes de la Sierra del Águila se conservan bastante bien desde el punto de vista ecológico, siendo abundantes los bosques y bosquetes de quercíneas, tanto de carrasca, como de quejigo, e incluso hallándose con cierta frecuencia algunos ejemplares de roble común.
El punto más alto de la Sierra se localiza en el Cabezo Rodrigo, cuyas laderas fueron objeto de reforestación con Pinus. Una de las cotas más reconocibles en la zona es el monte de la Virgen del Águila, donde se localiza una ermita o santuario que venera a la imagen. Esta es motivo de peregrinaje local a la que se hace romería desde Paniza y Cerveruela en distintas fechas.
Podemos encontrar algún ejemplar monumental de carrasca como la conocida como "Carrasca de la Virgen" en el camino de ascenso desde Paniza al Santuario de la Virgen del Águila.
Por otra parte, gracias a los montes de la Sierra del Águila, la economía de la zona ha aprovechando sus acuíferos como fuente manantial para distintas embotelladoras locales de agua mineral natural que utilizan el topónimo de la sierra como imagen de marca.
La autovía A-23 facilita el acceso a la sierra por el Puerto de Paniza, zona muy fría en invierno y con frecuentes heladas, que mejoró las comunicaciones de la región siendo éste un punto peligroso en la antigua nacional N-330 durante las fechas más frías. Asimismo, estas dos vías separan de forma artificial la Sierra de Algairén de la Sierra del Águila (incluso en ciertas fuentes se puede citar como parte de la de Algairén), como las comarcas de Campo de Cariñena y Daroca, abriéndose paso desde la Provincia de Zaragoza hasta la Provincia de Teruel atravesando las tierras del Campo de Daroca y Romanos.

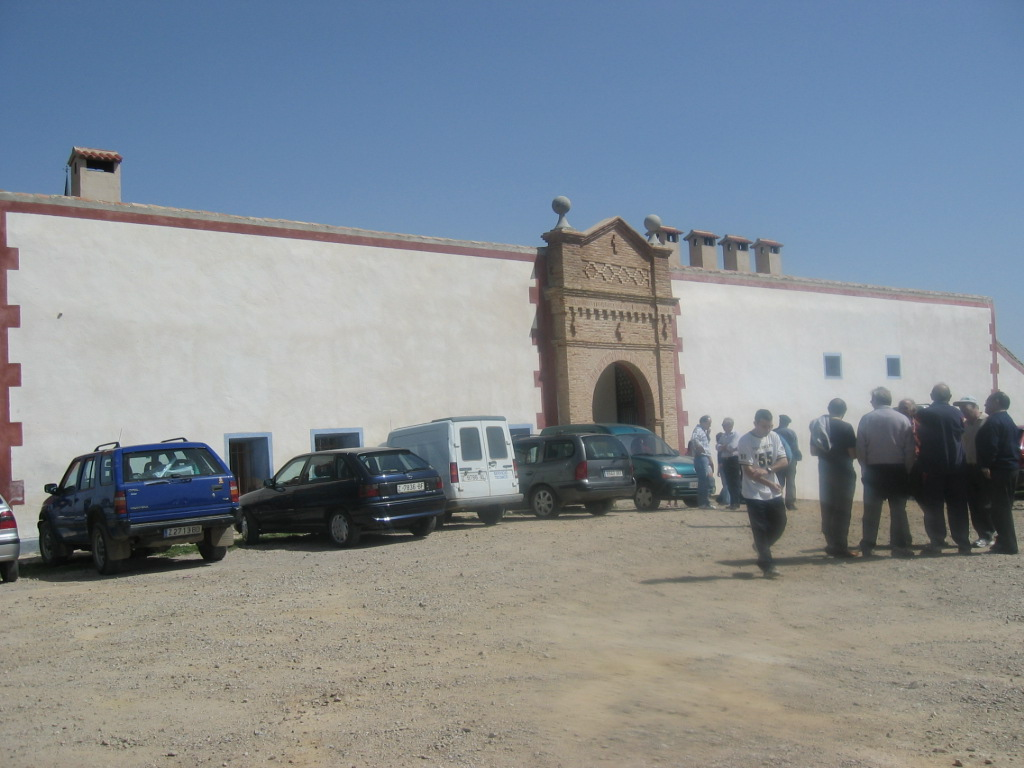
Santuario de la Virgen del Águila en la Sierra.

## Figuras de protección
La Sierra del Águila está encuadrada en una serranía de la que forman parte la Sierra de Herrera, la Sierra del Peco, la Sierra de la Pajaranca y la Sierra Castellanos, en una zona protegida con la figura de Lugar de importancia comunitaria denominado "LIC Alto Huerva - Sierra de Herrera", parte de la Red Natura 2000.